# 伊朗国家地震台网
伊朗国家地震台网（英語：Iran National Seismic Network），是伊朗国际地震工程与地震研究所直属的一个宽频带数字地震台网，是伊朗全国的四大地震台网之一，同时亦负责伊朗全国的地震监测和快速测报工作。
地处阿拉伯板块和亚欧板块隐没带的伊朗是地震多发的国家，历史上曾多次发生重大地震。伊朗国家地震台网主要负责伊朗全国地震标准公告和目录的编制，并直接对伊朗中央政府负责。伊朗国家地震台网使用面波震级作为地震规模的度量标准。
伊朗国际地震工程与地震研究所在20世纪末至21世纪初的数十年时间内逐步建成了覆盖全国的地震监测台站。伊朗国家地震台网在1988至2006年间完成了27个地震台的安装，实现震后5分钟初步定位和15分钟内精确定位，能够在4.5级地震后一分钟内地震参数的自动处理，监测范围覆盖伊朗及周边地区。2010年，伊朗国家地震台网又建设了21个地震台，实现对2.5级地震的快速测报。每个地震台站装备一台三分向宽频带地震计、24位A/D转换器、GPS天线和数据采集计算机，可以将有关数据即时回传到位于德黑兰的伊朗国家地震台网中心。